# 圆内螺线
内摆线（圆内螺线）是所有形式为
{\displaystyle x=\cos \theta +{\frac {1}{n}}\cos n\theta }
{\displaystyle y=\sin \theta -{\frac {1}{n}}\sin n\theta }
的曲线，其中 n 为正实数。

## 轨迹定义
假设有一个定圆，若有另一个半径是刚才的圆形的{\displaystyle {\frac {1}{n+1}}}倍的圆在其内部滚动，则圆周上的一定点在滚动时划出的轨迹就是一条内摆线（圆内螺线）。

## 三尖瓣线和星形线
三尖瓣线（Deltoid，字自「Delta」{\displaystyle \Delta }）是内摆线（圆内螺线）一种，其{\displaystyle n}为 2（或{\displaystyle {\frac {1}{2}}}）。（页面存档备份，存于）
星形线是内摆线（圆内螺线）一种，其{\displaystyle n}为 3 (或{\displaystyle {\frac {1}{3}}})。